# Microcharon apolloniacus
Microcharon apolloniacus là một loài chân đều trong họ Microparasellidae. Loài này được Cvetkov miêu tả khoa học năm 1964.